# Obervellach
Obervellach – gmina targowa w Austrii, w kraju związkowym Karyntia, w powiecie Spittal an der Drau. Liczy 2247 mieszkańców.

## Współpraca
Miejscowości partnerskie:
- Budapeszt, Węgry
- Dilbeek, Belgia
- Freising, Niemcy
- Hemer, Niemcy
- Kreuzau, Niemcy
- Muggia, Włochy
- Seltz, Francja
- Škofja Loka, Słowenia